# Peravia
Peravia é uma província da República Dominicana. Sua capital é a cidade de Baní.